# Ivan Vazov
Ivan Minchov Vazov (tiếng Bulgaria: Иван Минчов Вазов) (9 tháng 7 [lịch cũ 27 tháng 6] năm , 1850 - 22 tháng 9 năm 1921) là một nhà thơ, tiểu thuyết gia và nhà viết kịch người Bulgaria, thường được gọi là "Tổ phụ của văn học Bulgaria". Ông được sinh ra ở Sopot, một thị trấn ở Thung lũng Hoa hồng của Bulgaria (khi đó là một phần của Đế chế Ottoman). Các tác phẩm của Ivan Vazov tiết lộ hai kỷ nguyên lịch sử - thời kỳ Phục hưng Bulgaria và thời hậu giải phóng (từ thời đế chế Ottoman). Ivan Vazov giữ danh hiệu danh dự cao nhất của Viện Hàn lâm Khoa học - Học viện Bulgaria. Vazov cũng phục vụ với tư cách Bộ trưởng Khai sáng Giáo dục và Nhân dân từ ngày 7 tháng 9 năm 1897 cho đến ngày 30 tháng 1 năm 1899, đại diện cho Đảng Nhân dân.